# 궤양
궤양(潰瘍, 영어: ulcer)은 염증, 괴사로 인해 상피가 탈락하여 조직표면이 국소적으로 결손되거나 함몰된 것을 의미한다. 궤양은 조직의 염증이 진행되어 발생하거나 조직으로의 산소 및 영양분의 공급이 원활하게 이루어지지 못해 발생하게 된다. 궤양은 피부를 비롯하여 소화기·호흡기·심혈관·비뇨생식기 등에 발생하며, 궤양의 치료를 위해서는 원인을 근본적으로 치료해야 한다.

## 종류
- 소화성 궤양
  - 위궤양
  - 바레트 궤양(Barrett's ulcer, 위액의 반복적인 역류)
  - 컬링 궤양(Curling ulcer, 심한 화상을 입은 뒤 십이지장에 나타나는 궤양)
  - 쿠싱 궤양(Cushing ulcer, 중추신경계 질환에 수반되는 소화성 궤양)
  - 공장궤양
  - 대장궤양
- 각막궤양(눈궤양)
- 욕창궤양(피부궤양)
- 당뇨병성궤양
- 동맥경화성궤양
- 울혈성궤양
- 매독에 의한 궤양
- 연성하감(軟性下疳)
- 허피스성 궤양(비뇨생식기 궤양)
- 구강 궤양(입 안에 생기는 궤양)

- 아프타 궤양(구강 궤양의 일종)

- 베체트병(구강점막 궤양)

## 같이 보기
- 구내염